# Szerb heraldika

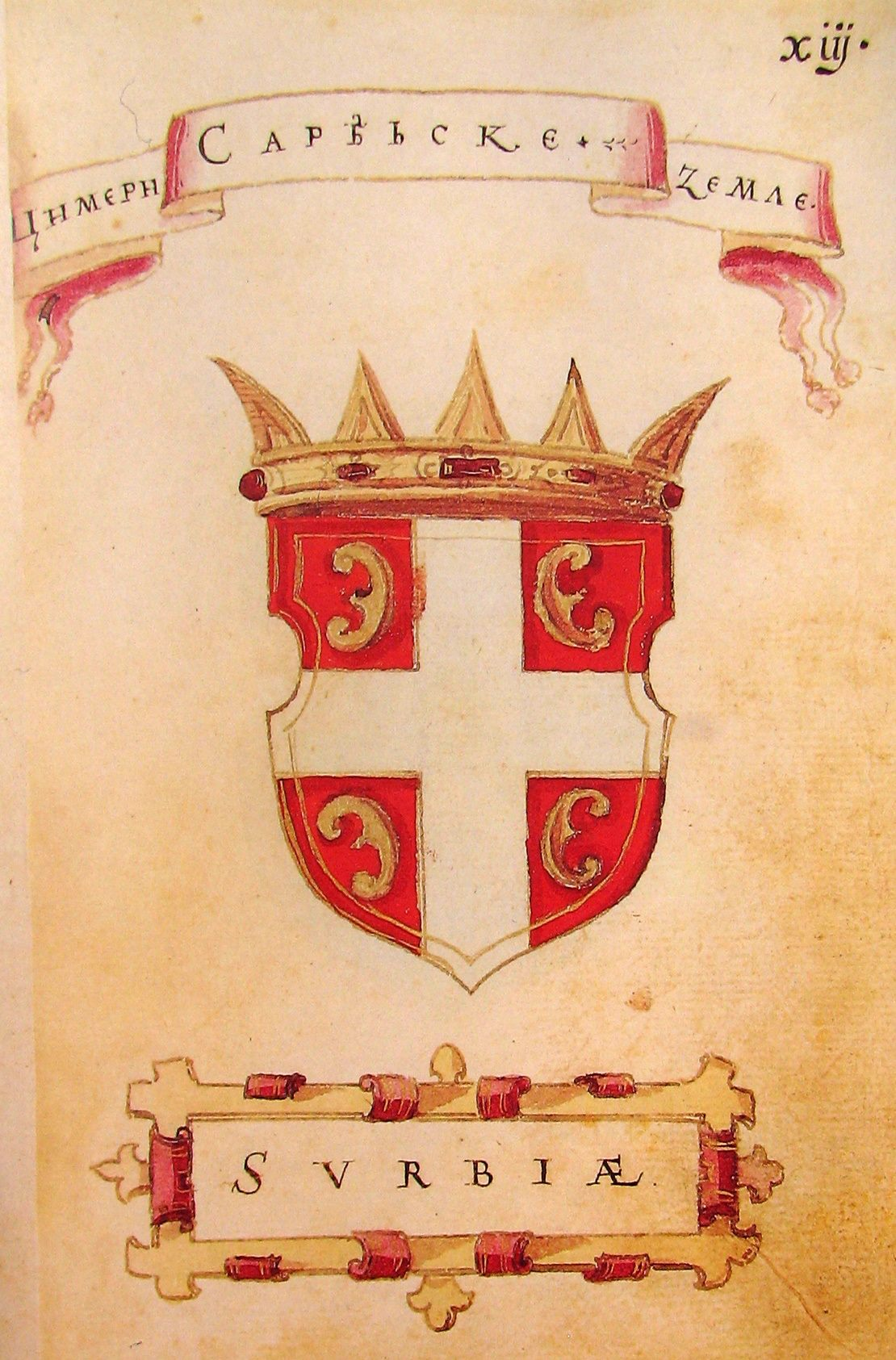
Szerbia címere az Illír címerkönyv Korenić-Neorić-féle változatában (1600 körül)

A szerb heraldika a balkáni heraldika körébe tartozó, viszonylag régi és néhány sajátos jeggyel is rendelkező rendszer az európai heraldikán belül.

## A szerb heraldika fejlődése
Szerbia a keleti ortodox kereszténység területéhez tartozó állam, bár a pápa részéről történtek kísérletek az ország római rítus alá vonására is, ami sikertelen maradt. Így az újkorig a nyugati kultúrkör, nagyrészt csak áttételesen volt rá hatással, beleértve a lovagi kultúrát is. Nem létezett a nemesség hűbéri-katonai szervezete, ezért a címerek használatára sem volt szükség. A címerek külföldi hatásra nagyrészt csak a legfelső arisztokrácia körében jelentek meg, vagy olyan családoknál, melyek külföldön is rendelkeztek birtokokkal vagy szolgálat kötötte őket oda. A külföldi hatások közül a magyar nevezhető a legjelentősebbnek. A mai Szerbia vajdasági területe 1918 előtt a magyar heraldika részét képezi.
A déli területek egy részét a nyugati keresztes fejedelmek uralták és ezzel együtt a 13. században az első címerek is megjelentek a szerb területeken, de a szerb nemesség saját címerei csak később bukkannak fel. Kérdéses az is, hogy ezen pajzsba foglalt jelképek a címer szorosan vett definíciója értelmében valódi címereknek nevezhetők-e, tehát hogy örökletesek voltak-e és szerves módon használták-e azokat a gyakorlatban is.
Dusán István cár (1308–1355) egészen az Égei-tengerig meghódította a déli területeket, de az ország az 1389-es rigómezei csata után török fennhatóság alá került, ami egyáltalán nem kedvezett a heraldika fejlődésének. Mégis számos olyan emlék létezik ebből az időből, mely kiválóan jelképezi a szerb heraldika fennmaradását, sőt bizonyos értelemben virágzását is, hiszen a legtöbb forrással a 17. századtól kezdve rendelkezünk. 1402-ben létrejött a szerb despoták állama, mely Magyarország és az Oszmán Birodalom között volt kénytelen egyensúlyozni. 1459-ben, Szendrő eleste után egész Szerbia török uralom alá került, de a „despota” cím Magyarországon egészen 1537-ig fennmaradt. A szerb heraldika forrásai is elsősorban a despoták államára koncentrálódnak.
Az Obrenović-felkelés hatására az ország 1815-ben széles körű autonómiát kapott a törököktől, majd a drinápolyi békében (1829) hűbéres fejedelemség lett, végül 1878-ban függetlenedett. Az első világháború után létrejött a Szerb–Horvát–Szlovén Királyság, mely 1929-ben a Jugoszlávia nevet vette fel. Ez 1992-ben bomlott fel, amikor a tagköztársaságok önálló állammá váltak.
Szerbia egészen 2003-ig megtartotta a „Jugoszlávia” nevet, majd Montenegró 2006-os kiválásával létrejött a mai Szerbia.
A montenegrói parlament július 12-én fogadta el az ország szimbólumait. Zászlaja vörös, a közepén a Petrović dinasztia címere, mely az ország uralkodócsaládja volt, míg 1918-ban fel nem váltotta a szerb Karađorđević-dinasztia.

## A szerb heraldika jellege
A legkorábbi címerek különféle kisplasztikai alkotásokon, mint pl. hazai és külföldi (elsősorban magyar) pecséteken és pénzérméken, valamint néhány írásos forrásban lelhetők fel, mint amilyenek az Illír címerkönyv különféle másolatai. Ezek közül egy 1600 körüli példányt Stanislav Rubčićnak, Dusán István cár (vagy fia, V. István Uroš) „heroldjának” tulajdonítanak, mely tartalmazza az uralkodó, a különféle tartományok és néhány család címerét.
Ezen kívül még számos más nyugati mintára készített szerb és/vagy boszniai, horvát címerkönyv is ismert. Ilyen a Palmić vagy Palinić címerkönyv a 16. század végéről (a volt Jugoszláv Tudományos Akadémia levéltárában), egy 1620-as (illír) címerkönyv a belgrádi szépművészeti múzeumban, Marko Skoroević (illír) címerkönyve 1636-ból (Bécsben), a Fojnica (illír) címerkönyv 1675-ből, az Olovo (illír) címerkönyv 1689-ből (Bolognában), a Berlini (illír) címerkönyv a 17. század végéről, a Codex Kevesic 1740-ből, Ivo Saraka címerkönyve 1746-ból, Jovan Raić 1794-ben kinyomtatott címerkönyve, Ljudevit Gaj 1842-ben kinyomtatott (illír) címerkönyve stb.
A régi szerb címerművészeten erősen érződik egyfajta merevség, mesterkéltség, dinamikátlanság, mely inkább a hatáskeltésre törekszik semmint a heraldika jellegének követésére. Ez elsősorban a heraldikai alkotók szűk körének, a korlátolt tapasztalatoknak, az intézményes képzés hiányának tudható be. Minden esetre jelzi egy önálló szerb alkotói közeg létezését.
Számos esetben találkozhatunk antiheraldikus jellegekkel, mint például, hogy a címerábra nem követi a pajzs függőleges tengelyét a dőlt pajzsban, a mező gyakran túlzsúfolt stb. A mai szerb heraldikai címerművészet azonban már rendkívül magas színvonalon áll.
A korabeli szerb és külföldön készült szerb címerek követik a nagy európai stílusirányzatok jegyeit (reneszánsz, barokk stb.).
A kommunista rezsim alatt a volt Jugoszláviában is számos antiheraldikus címer jött létre a szocialista ideológia jegyében, melyek sokszor nem is nevezhetők címernek, csak jelvénynek. A mai szerb heraldika virágzó szervezet és az egyik legfejlettebb a balkáni országok címertana közül. Mára jutott el fejlődése csúcspontjára is, mely teljesen összhangban van a modern európai fejlődéssel.

## Képek

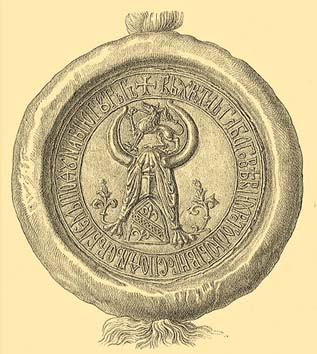
Brankovics György szerb despota pecsétje, a címerpajzs lefelé fordul, miközben a címerábra ezt nem követi
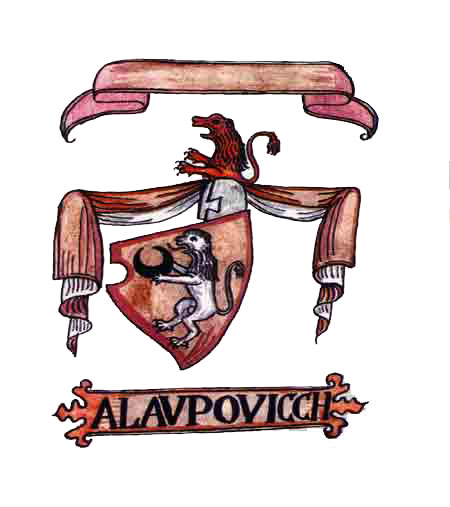
Alaupović címer az Illír címerkönyvből
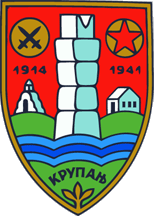
Krupanj antiheraldikus szocialista címere
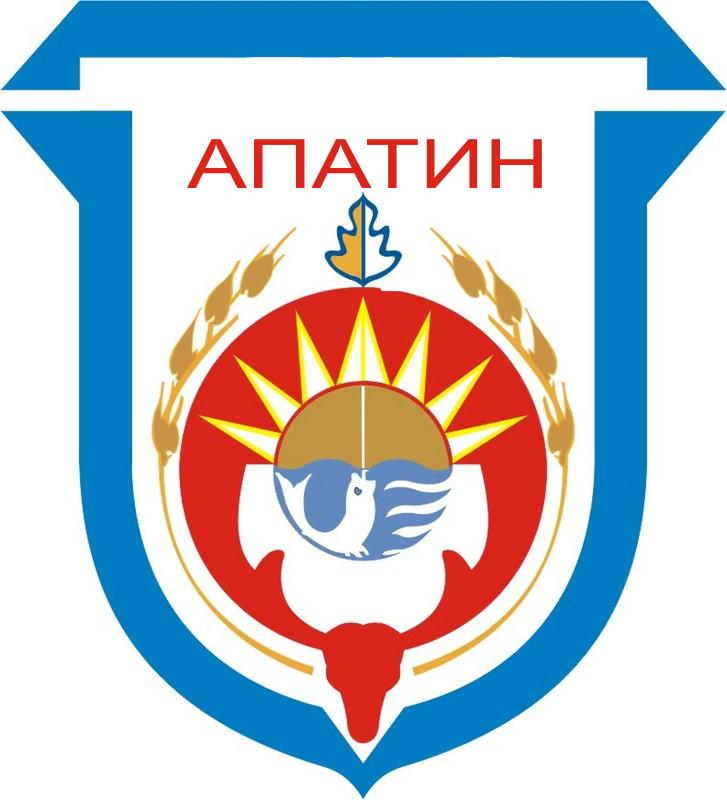
Apatin antiheraldikus szocialista címere

## Szervezetek
Szerbiában nem létezik semmilyen központi vagy állami heraldikai szervezet. Alapításának kezdeteitől a Szerb Heraldikai Társaság törekvése volt a címerjog és a címerhasználat elveinek meghatározása, az államcímer, a hadsereg, a rendőrség, az ortodox egyház és más szervezetek szimbólumainak a vizsgálata és megalkotása. A társaságnak van saját heroldja és címerregisztere.
A királyság idején létezett szerb heroldhivatal és a Karađorđević-dinasztia hercegi családjának külföldön ma is van saját heroldja, aki többek között az egyházi címerekkel és a régi címerek kutatásával foglalkozik.

## Egyesületek
- Beli Orao (Fehér Sas), Szerb Heraldikai Társaság,[1] alapítva 1991-ben Rodoslovje (Srpsko Rodoslovno Društvo; Szerb Genealógiai Társaság), alapítva 2002-ben, az 1996-tól működő Szerb Genealógiai Alapítvány utóda.
- Друштва српских грбоносаца (Szerb Címerviselők egyesülete), alapítva 2008-ban
- Центар за Истраживање Православнога Монархизма - ОДБОР ЗА ХЕРАЛДИЧКЕ И ГЕНЕАЛОШКЕ СТУДИЈЕ (Centar za istrazivanje Pravoslavnoga Monarhizma - Odbor za Heraldicke i Geneaoloske studije) (a Heraldikai és Genealógiai Tanulmányok Testülete, alapítva 2001)

## Kiadványok
- Ocilo, a Szerb Címerviselők Egyesületének kiadványa [halott link]

## Külső hivatkozások
- Rodoslovje
- Szerb Címerviselők Egyesülete
- Beli Orao
- Szerb címerek
- Fojnica címerkönyv